# Parigi-Camembert 2008
La Parigi-Camembert 2008, sessantanovesima edizione della corsa e valida come evento del circuito UCI Europe Tour 2008 categoria 1.1, fu disputata il 15 aprile 2008, per un percorso totale di 202,7 km. Fu vinta dallo spagnolo Alejandro Valverde, al traguardo con il tempo di 4h25'36" alla media di 45,791 km/h.
Al traguardo 95 ciclisti portarono a termine il percorso.

## Ordine d'arrivo (Top 10)
| Pos. | Corridore          | Squadra         | Tempo    |
| ---- | ------------------ | --------------- | -------- |
| 1    | Alejandro Valverde | C. d'Epargne    | 4h25'36" |
| 2    | Jérôme Pineau      | Bouygues Tél.   | s.t.     |
| 3    | Benoît Vaugrenard  | F. des Jeux     | s.t.     |
| 4    | Anthony Ravard     | Agritubel       | s.t.     |
| 5    | Alexandre Pichot   | Bouygues Tél.   | s.t.     |
| 6    | Jean Eudes Demaret | Cofidis         | s.t.     |
| 7    | Yann Huguet        | Cofidis         | s.t.     |
| 8    | Nicolas Roche      | Crédit Agricole | s.t.     |
| 9    | Pierre Rolland     | Crédit Agricole | s.t.     |
| 10   | Sven Renders       | F. des Jeux     | s.t.     |